# Allée couverte von Lamsoul

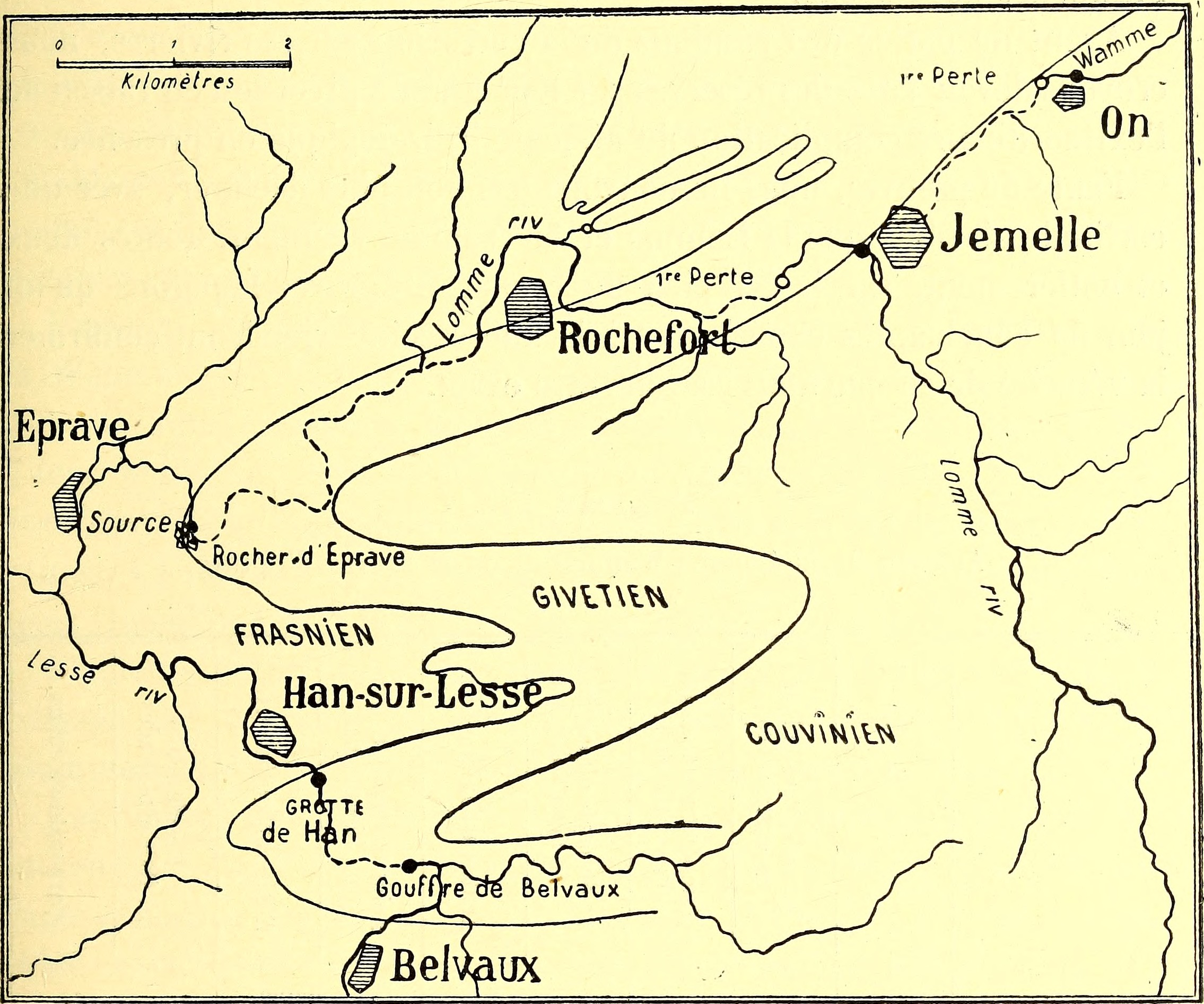
Lage

Schema eines Galeriegrabes

Die Allée couverte von Lamsoul ist ein Galeriegrab bei Jemelle in der Wallonie in Belgien. Es liegt am Fuße des Südhanges des Rubiémont, im Süden von Jemelle, in einer Schleife der Rue du Congo, am linken Ufer des Lomme, östlich der Stadt Rochefort in der Provinz Namur.
Die nach dem benachbarten Bauernhof benannte Allée couverte wurde 1971 von W. Lassance entdeckt und erkundet. Zum ersten Mal wurde sie 1976 und 1977 von örtlichen Enthusiasten erforscht. Weitere Ausgrabungen folgten 1995 bis 1996 und 2005. Erhalten sind zwölf Steine, von denen sich nur wenige in situ befinden. Die etwa 0,7 m eingetiefte Galerie wurde durch die Neigung der Umgebung begraben. Der Graben beginnt in der weichen Erde, setzt sich aber auch im Schiefer fort. Die im Jahr 2005 ausgegrabenen Abschnitte der Längswände zeigen die etwa 7,0 m langen Reste einer Nordwest-Südost orientierten komplexen Anlage. Von dem ursprünglichen Hügel wurden nur Spuren entdeckt Da keine Spuren des Zugangs oder einer Vorkammer gefunden wurden, ist es schwierig, das Monument genauer zu bestimmen. Die Ausgräber fanden einige menschliche Knochen, Scherben von grober Töpferware, aber auch einige gallo-römische Scherben.